# Ванюково
Ванюко́во (рос. Ванюково, марій. Кӱкшынур) — присілок у складі Гірськомарійського району Марій Ел, Росія. Входить до складу Червоноволзького сільського поселення.

## Населення
Населення — 39 осіб (2010; 36 у 2002).
Національний склад (станом на 2002 рік):
- марі — 100 %